# Máscara Año 2000
Jesús Reyes González (10 de marzo de 1958) es un luchador profesional mexicano, más conocido bajo el nombre de Máscara Año 2000. González ha trabajado en varias empresas del circuito independiente, tales como la International Wrestling Revolution Group (IWRG), Asistencia Asesoría y Administración (AAA) y en el Consejo Mundial de Lucha Libre (CMLL).
A lo largo de su carrera, Reyes a menudo se ha asociado con sus dos hermanos Carmelo, quien lucha como Cien Caras y el fallecido Andrés, quien luchó como Universo 2000, los tres fueron conocidos colectivamente como Los Hermanos Dinamita cuando formaron equipo con Apolo Dantés. Reyes se ha ganado el apodo de "El Padre de más de 20" por los comentaristas de lucha libre a pesar de que no tiene 20 hijos.

## Carrera
Jesús Reyes fue el segundo de los hermanos Reyes en dedicarse a la lucha libre profesional, debutando en 1977, solo unos años después que su hermano mayor Carmelo Reyes González, quien luchó bajo el nombre de ring "Cien Caras". Reyes tomó el nombre de Titán, un personaje de ring enmascarado o enmascarado. Más tarde cambiaría su nombre de "Máscara Año 2000", "La Máscara del año 2000", un nombre con el que sería más conocido.
Los hermanos Reyes trabajaron regularmente para la Empresa Mexicana de Lucha Libre (EMLL) desde principios de la década de 1980 y también trajeron a su hermano menor que trabajaba como Universo 2000 para formar un trío denominado Los Hermanos Dinamita. El 16 de abril de 1986 Máscara Año 2000 y Cien Caras derrotaron al Rayo de Jalisco y Tony Benetto para ganar el Campeonato Nacional de Parejas. Mantuvieron y defendieron con éxito el título durante casi un año antes de perderlo ante Los Infernales (MS-1 y Masakre) el 26 de marzo de 1987. Universo 2000 fue originalmente elegido para ser el luchador para desenmascarar al legendario Aníbal, quien había regresado para la gran día de pago es la pérdida de una máscara. Pero durante la preparación, el promotor Benjamin Mora, quien estaba resentido con EMLL por no trabajar con él, reveló varios de los planes de EMLL, incluido quién iba a desenmascarar a Aníbal. CMLL decidió cambiar sus planes y al final fue Máscara Año 2000, quien se dio la victoria sobre Aníbal. A finales de 1990 y principios de 1991, EMLL cambió su nombre a Consejo Mundial de Lucha Libre (CMLL). El 11 de agosto de 1991 Los Hermanos Dinamita ganaron el Campeonato Nacional de Tríos al derrotar a Los Movie Stars (Atlantis, Máscara Sagrada y Octagón) para alzarse con el título.
Entre las personas que dejaron el CMLL para unirse a AAA estaban los hermanos Reyes, quienes se llevaron el título de los Tríos Nacionales con ellos, esto fue posible por el hecho de que CMLL no era el dueño absoluto del campeonato, sino que se les otorgó los derechos para reservar el campeonato por parte de la Comisión de Lucha y Boxeo de la Ciudad de México que en realidad era dueño de todos los campeonatos nacionales de lucha libre. La Comisión permitió que la promoción de Antonio Peña tomara el control de los títulos luego de su creación en 1992.
Máscara Año 2000 había comenzado una rivalidad con el Perro Aguayo mientras ambos todavía trabajaban para CMLL y la tensión de la historia entre los dos continuó cuando ambos saltaron a AAA. Los dos se enfrentaron en el evento semi-estelar de la primera Triplemanía I en una Lucha de Apuesta, máscara contra cabellera. El programa vio a Aguayo derrotar a su rival de toda la vida para desenmascararlo. Los Hermanos Dinamita mantuvo el campeonato de tríos hasta julio de 1993 cuando los derrotaron Los Infernales (Satánico, Pirata Morgan y MS-1). Los Hermanos Dinamita recuperaron los cinturones a finales de 1993 o principios de 1994 al derrotar a Los Infernales. En la primavera de 1994 Los Hermanos Dinamita comenzaron una rivalidad con Los Payasos (Coco Rojo, Coco Verde y Coco Amarillo) que debajo de los disfraces de payaso eran luchadores muy consumados. Los dos tríos se enfrentaron en un partido en Triplemanía II-A el 24 de abril de 1994 donde Los Payasos ganaron el título de Tríos de Los Hermanos Dinamita. Unas semanas más tarde, en Triplemanía II-C, Los Hermanos Dinamita ganaron algo de venganza cuando derrotaron a Los Payasos en un Steel Cage Match.
Uno de los últimas luchas de Año 2000 en AAA tuvo lugar en Triplemanía III-C, donde Los Hermanos Dinamita se unieron a Jerry Estrada y Fishman para derrotar a Konnan, La Parka, Máscara Sagrada, Latin Lover y Perro Aguayo.
A mediados de 1996, Los Hermanos dejaron AAA y regresaron al CMLL, donde se convertirían en competidores habituales durante la próxima década. El trío comenzó a trabajar regularmente con Apolo Dantés, formando un grupo llamado Los Capos, un grupo de rudo que aparecía en gran medida en la división de peso pesado de CMLL. Alrededor de 2000 Los Capos comenzaron una disputa de larga duración con Perro Aguayo, una historia que más tarde incluiría también al hijo de Aguayo, Perro Aguayo Jr.
Máscara Año 2000 permaneció en CMLL hasta algún momento de 2007 o 2008 donde dejó la empresa y empezó a trabajar en el circuito independiente.
Máscara Año 2000 actualmente lucha en fechas selectas en el circuito independiente, apariciones ocasionales para International Wrestling Revolution Group (IWRG), a menudo formando equipo con su hermano Universo 2000 o sus hijos Máscara Año 2000 Jr. y El Hijo de Máscara Año 2000. El 10 de mayo de 2010, durante una lucha entre Los Independientes y luchadores de CMLL, Máscara Año 2000 y Universo 2000 corrieron para ayudar a Los Independientes a golpear a sus oponentes. Los dos se pusieron del lado de Los Independientes (luego rebautizados como Los Invasores) en la historia entre luchadores independientes y CMLL.
El 11 de marzo de 2012, Máscara Año 2000 regresó a AAA, trabajando como el enmascarado "El Hombre de Negro", cómplice del stable El Consejo, que también incluía a su hijo Máscara Año 2000 Jr. Después de meses de ayudar a los miembros de El Consejo ganó combates, incluido uno por el Campeonato Mundial de Tríos de AAA, El Hombre de Negro se desenmascaró y reveló su verdadera identidad el 16 de junio. El 5 de agosto en Triplemanía XX, Máscara Año 2000 acompañó a su hijo a una lucha de apuestas, donde perdió a su hijo. máscara al Dr. Wagner Jr.

## En lucha
- Movimientos finales
  - Small package[1]

- Movimientos en firma
  - Blind foul[1]

- Apodos
  - "Chucho"[12]

## Campeonatos y logros
- Asistencia Asesoría y Administración
  - Campeonato Mundial de Peso Completo de la IWC (1 vez)

- Empresa Mexicana de Lucha Libre
  - Campeonato Mundial de Peso Semicompleto de la NWA (1 vez)[13]
  - Campeonato Nacional en Parejas (1 vez) – con Cien Caras[14]
  - Campeonato Nacional de Tríos (2 veces) – con Cien Caras y Universo 2000[15]